# اتحادیه کارگران آزاد آلمان

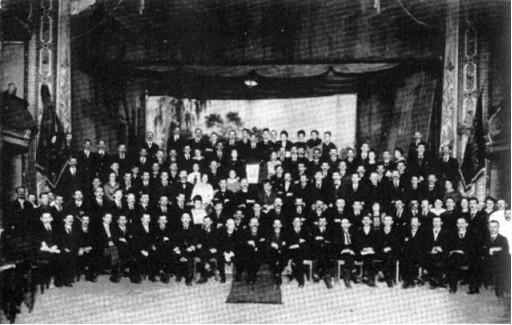
کنگره ۱۹۲۲

اتحادیه کارگران آزاد آلمان (به آلمانی: Freie Arbeiter Union Deutschlands; FAUD) یک اتحادیه کارگری آنارکو سندیکالیست در آلمان بود. این اتحادیه از اتحادیه آزاد اتحادیه‌های کارگری آلمان (FDVG) که در ۱۵ سپتامبر ۱۹۱۹ با اتحادیه فری آربیتر منطقه روهر ترکیب شد، سرچشمه گرفت.
FAUD از سال ۱۹۱۸ تا ۱۹۲۳ در انقلاب آلمان شرکت داشت و پس از آن که FAUD در سال ۱۹۲۳ رو به افول گذاشت، همچنان در جنبش کارگری آلمان برای گذار از سندیکالیسم ساده به آنارکو سندیکالیسم مشارکت داشت. پس از سال ۱۹۲۱، FAUD یک "AS" را به نام خود اضافه کرد که به معنای گذار کامل از سندیکالیسم ساده به آنارکو سندیکالیسم بود. این امر همچنین منجر به مشکلات بیشتر بین نخبگان فکری FAUD (AS) مانند رودلف راکر و کارگران درجه یک، عمدتاً در منطقه روهر شد که بیشتر نگران مسائل «نان و کره» بودند تا فعالیت‌های سیاسی آنارشیستی. این کارگران، اکثریت اعضای FAUD (AS) در درون جنبش Gelsenkircherichtung (گرایش گلزنکیرش) را تشکیل دادند و با توجه به ساختار فدرالیستی جنبش‌ها، از نظر فکری و سازمانی از FAUD (AS) دور شدند. سرانجام آن دسته از کارگرانی که در جریان انقلاب به آن پیوسته بودند، جنبش را ترک کردند و بقیه اعضای FAUD (AS) از حوزه‌های اصلی انتخابیه FDVG در مشاغل ساختمانی و کارگران متخصص نساجی آمدند.
نازی‌ها پس از به قدرت رسیدن FAUD را در ژانویه ۱۹۳۳ سرکوب کردند. با این حال، بسیاری از اعضای آن به انجام کارهای سیاسی غیرقانونی و مقاومت سازماندهی شده علیه رژیم نازی، هم در آلمان و هم در جاهای دیگر ادامه دادند (نگاه کنید به: Gruppe DAS و انقلاب در اسپانیا، ۱۹۳۹ - ۱۹۳۶).
انجمن بین المللی کارگران، که FAUD یکی از اعضای آن بود، به ابتکار سازمان آلمان در سال ۱۹۲۲ تأسیس شد. اتحادیه کارگران آزاد (FAU) که در سال ۱۹۷۷ تأسیس شد، خود را جانشین FAUD می داند. FAUD در اوج خود ۱۵۰۰۰۰ عضو داشت. ارگان اصلی FAUD روزنامه سندیکالیست بود که اولین بار در دسامبر ۱۹۱۸ منتشر شد و تا سرکوب این گروه توسط نازی‌ها ادامه یافت.